# Eduardo Risso
Eduardo Risso (Leones, 23 novembre 1959) è un fumettista argentino.

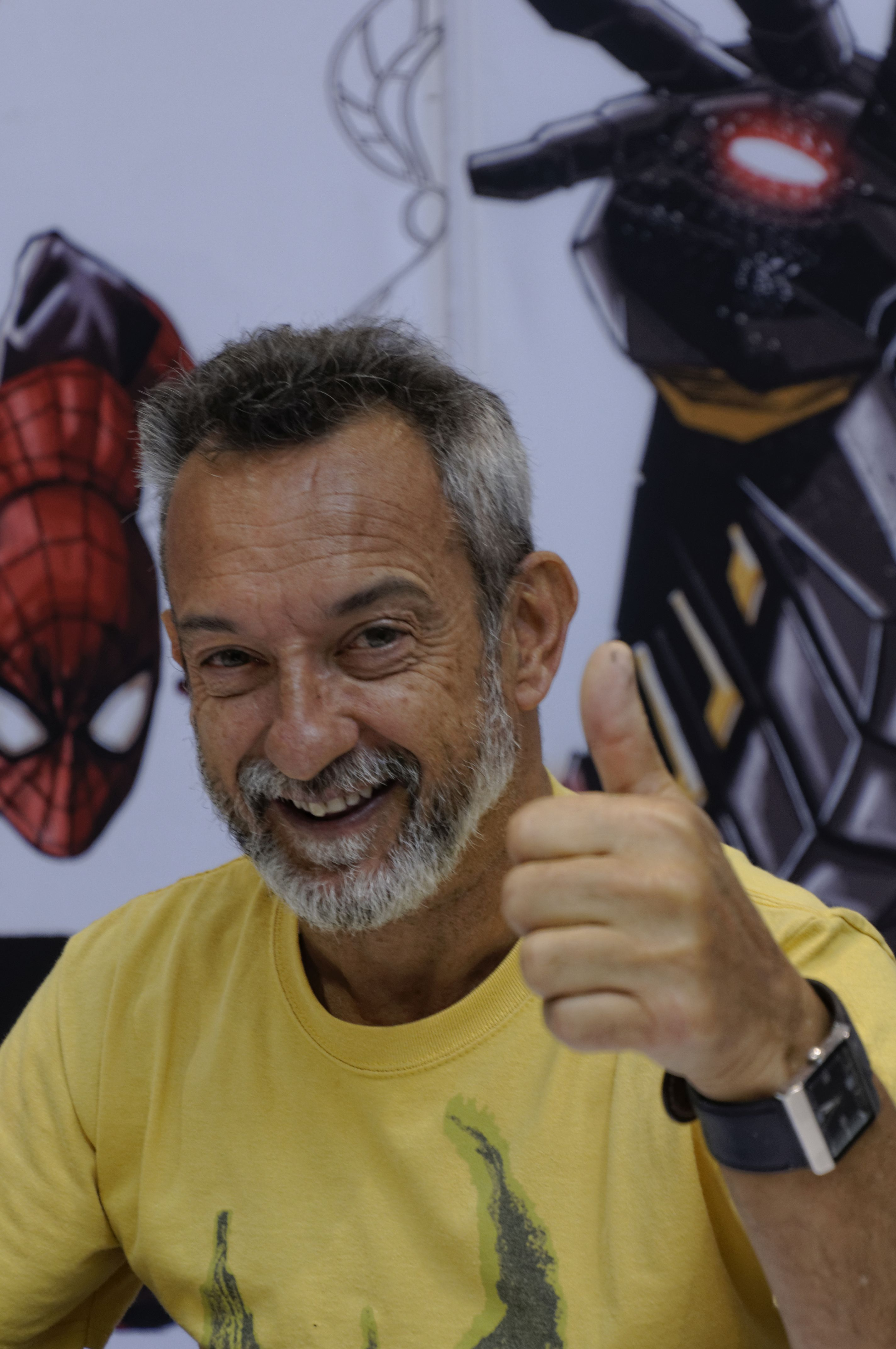
Eduardo Risso 2019

Negli Stati Uniti d'America è famoso per le sue collaborazioni con lo sceneggiatore Brian Azzarello per la linea Vertigo e la serie 100 Bullets, mentre in Argentina e Europa ha realizzato varie opere con Ricardo Barreiro e Carlos Trillo.

## Biografia
Eduardo risso è nato a Leones nella Provincia di Córdoba, e cominciò la sua carriera di disegnatore nel 1981 collaborando con il quotidiano La Nación e con le riviste Erotiocon and Satiricon tutti pubblicati dalla Editorial Columba. Nel 1986 lavorò con la Eura Editoriale di Roma e nel 1987 disegnò Parque Chas scritto da Ricardo Barreiro. La serie fu pubblicata dalla Fierro, una pietra miliare del fumetto argentino, dalla Totem spagnola, dalla Comic Art italiana e in libri a fumetti in Francia, Germania, Danimarca, Belgio, Paesi Bassi e negli Stati Uniti. Nel 1988 disegna Cain scritto sempre da Barreiro.
Più tardi in quegli stessi anni Risso disegnò Fulù, scritto da Carlos Trillo e pubblicato in Italia, Francia, Germania, Portogallo, Paesi Bassi e in Argentina sulla rivista Piertitas. Il duo Trillo-Risso hanno anche creato: An American Tale, pubblicato in Italia e Francia, Borderline pubblicato in Italia e Chicanos pubblicato in Italia e Francia.
Risso ha vinto quattro premi Eisner per 100 Bullets: nel 2001 come miglior storia a puntate (con Brian Azzarello); due nel 2002 e nel 2004 come miglior storia regolare (con Azzarello); e nel 2002 come miglior artista.

## Opere

### Anni 80 (gli anni Argentini)
- 1985/86 - Julio Cesar (scritto da Ricardo Ferrari, pubblicato su Editorial Columba, Argentina, 15 Capitoli)
- 1986/87 - El Ángel (scritto da Robin Wood, pubblicato su Editorial Columba, Argentina, 20 Capitoli)
- 1987 - Parque Chas (scritto da Ricardo Barreiro, pubblicato su Heavy Metal as Park Charles, 1997-2001)
- 1988 - Cain (scritto da  Ricardo Barreiro, US ed. 2003 Strip Art Features)
- 1989 - 1991 Fulù (scritto da Carlos Trillo)

### Anni 90 (gli anni europei)
- 1992 - Simon, Una Aventura Americana (scritto da Carlos Trillo)
- 1994 - Video Nocturno (scritto da  Carlos Trillo, US ed. 2001 Dark Horse/SAF "Vidéo Noire")
- 1995 - Boy Vampiro (scritto da  Carlos Trillo, US ed. 2003-2004 Strip Art Features Boy Vampire)
- 1996 - Borderline (scritto da Carlos Trillo, US ed. 2005 announced by Dynamite Entertainment)
- 1996 - Horror Revisitado (scritto da Carlos Trillo, pubblicato su Heavy Metal)
- 1997 - Chicanos (scritto da Carlos Trillo, US ed. 2005-2006 IDW 8 issues)

### Anni 90 (USA)
- 1997/07 - Aliens Wraith, Dark Horse Comics
- 1997/09 e 11 - Alien: Resurrection, Dark Horse Comics
- 1997/09 - Slippery Woman (su Heavy Metal)
- 1998 - Los Misterios de la Luna Roja, (edizione statunitense 2005-2006, Strip Art Features, in 4 volumi)
- 1998/03 - Indecision (su Heavy Metal)
- 1998/05 - Incompatible (su Heavy Metal)
- 1998/09-12 - Jonny Double (miniserie di quattro volumi), DC Comics
- 1998/11 - Costume Party (su Heavy Metal)
- 1999 - 100 Bullets (numeri 1-5), DC Comics
- 1999/03 - The Death of a Romantic (in Heart Throbs #3of4), DC Comics
- 1999/08 - Food Chain (su Flinch n. 2), DC Comics

### 2000
- 2000 - 100 Bullets (numeri 8-19), DC Comics
- 2000/01 - 100 Bullets Vol.1: First Shot, Last Call, DC Comics
- 2000/03 - Transmetropolitan n. 31, DC Comics
- 2000/04 - Transmetropolitan: I Hate it Here, DC Comics
- 2000/05 - Spring Fever (in Heavy Metal Magazine)
- 2000/08 - Batman: Untitled - (in appendice a Gotham Knights n. 8), DC Comics

### 2001
- 2001 - 100 Bullets (volumi 20-31 - ongoing serie), DC Comics
- 2001/02 - 100 Bullets Vol.2: Split Second Chance, DC Comics
- 2001/03 - The Swamp Monster Strikes Again (su Heavy Metal)
- 2001/04 - Once Upon a Time in the Future (su Weird Western Tales #3of4), DC Comics
- 2001/07 - Spiderman's Tangled Web: Severance Package, Marvel Comics
- 2001/11 - 100 Bullets Vol.3: Hang Up on the Hang Low, DC Comics

### 2002
- 2002 - 100 Bullets (volumi 32-41 - ongoing series), DC Comics
- 2002/01 - 911: American Pass Time (in 9-11 September 11th 2001 vol. 2)
- 2002/01 - Superman pinup (in The Adventures of Superman #600), DC Comics
- 2002/05 - Alan Moore - Monographie
- 2002/06 - 100 Bullets Vol.4: A Foregone Tomorrow, DC Comics
- 2002/07 - Green Lantern pinup (su Green Lantern Secret Files #3), DC Comics

### 2003
- 2003 - 100 Bullets (volumi 42-48 - ongoing series), DC Comics
- 2003 - Bernet (pinup in Art Book)
- 2003/03 - 100 Bullets Vol.5: The Counterfifth Detective, DC Comics
- 2003/04 - Vertigo X Preview (pinup), DC Comics
- 2003/09 - 100 Bullets Vol.6: Six Feet Under the Gun, DC Comics
- 2003/10 - 2004/03 - Batman, #620-625 (2003-2004), collected in Batman: Broken City, DC Comics
- 2003/10 - JSA All-Stars (Golden Age Dr. Mid-Nite story), DC Comics

### 2004
- 2004 - 100 Bullets (volumi 49-56 - ongoing series), DC Comics
- 2004/03 - Wonder Woman (pinup), DC Comics
- 2004/07 - 100 Bullets Vol.7: Samurai, DC Comics
- 2004/09 - Eduardo Risso: Black. White

### 2005
- 2005 - 100 Bullets (57-67), DC Comics
- 2005/02 - Batman Black & White Statue, DC Comics
- 2005/04 - Vertigo: First Taste
- 2005/07 - 100 Bullets Vol.8: The Hard Way, DC Comics

### 2006
- 2006 - 100 Bullets (volumi 68-73 ongoing series), DC Comics
- 2006/02 - Red Sonja #5 (Cover)
- 2006/04 - 100 Bullets Vol.9: Strychnine Lives, DC Comics
- 2007 – 100 Bullets vol.10  Decayed
- 2008- 100 Bullets vol. 11  Once apon a time
- 2008- 100 Bullets vol.12 Dirty
- 2008 – Wolverine: Logan  (1-3 miniserie Marvel)
- 2009 -  100 Bullets vol.13 Wilt
- 2009 - Wensday comics: Batman 1-12
- 2010 - Jonah Hex  #62
- 2011 - Flashpoint: Batman 1-3
- 2011-2012 - Spaceman 1-8
- 2012 - Before Watchmen : Moloch 1-2
- 2013 - 2014 - 100 Bullets presenta: Brother Lono 1-8

## Riconoscimenti
- Premio Yellow Kid al Salone Internazionale dei Comics (2002)